# Stausee Losheim
Der Stausee Losheim ist ein Freizeit- und Badesee bei Losheim am See im Saarland in der Nähe der Stadt Merzig. Er wird gespeist aus dem Losheimer Bach, der von einem Erddamm aufgestaut wird.
Der Losheimer Bach ist ein rechter Zufluss der Prims und hat eine Länge von 20,66 km und ein Wassereinzugsgebiet von 110,9 km², davon liegen 102,81 km² im Saarland, der Rest in Rheinland-Pfalz.
Der Stausee hat eine Oberfläche von 31 Hektar und, bei einer maximalen Wassertiefe von 14 m, ein Wasservolumen von 1,5 Millionen m³. Er hat eine Ausdehnung von ca. 1200 m größter Länge und ca. 400 m größter Breite. Er liegt auf einer Höhe von 330 m ü. NN und gehört zum Naturpark Saar-Hunsrück.
Die Planung des Stausees begann 1969 mit Unterstützung des saarländischen Ministerrats und mit Fördermittel des Bundes zum Bau von Fremdenverkehrseinrichtungen. Der damalige saarländische Ministerpräsident Franz-Josef Röder setzte am 26. September 1972 den ersten Spatenstich. Am 28. April 1974 wurde der See dann nach 19-monatiger Bau- und Anstauzeit eröffnet.
Umgeben ist der See von einem 4,1 Kilometer langen Rundwanderweg und einem großen Freizeitzentrum mit Minigolfanlage, Bootshafen, Gastronomie und einem Strandbad, auf dessen Areal gelegentlich auch Open-Air-Konzerte stattfinden.
Der Stausee wird von verschiedenen Tauchvereinen als Tauchgewässer genutzt.